# Kathleen Richardson, Baroness Richardson of Calow

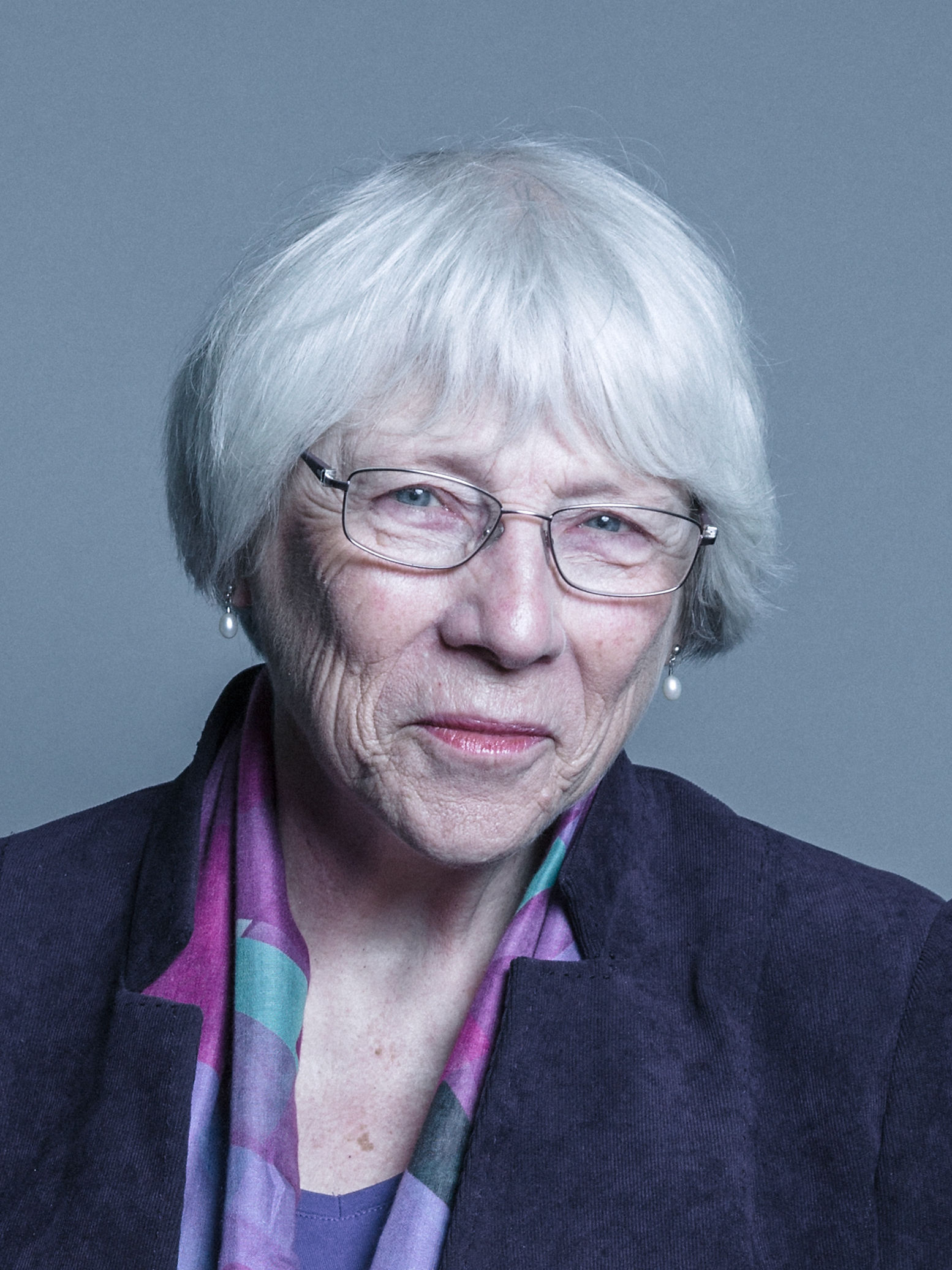
Kathleen Richardson, Baroness Richardson of Calow

The Rev'd Kathleen Margaret Richardson, Baroness Richardson of Calow OBE (* 24. Februar 1938) ist eine britische methodistische Geistliche und Life Peeress.

## Leben und Karriere
Von 1958 bis 1961 war sie als Lehrerin an der Hollingwood Secondary School in Chesterfield tätig. Bei der Methodist Church war sie von 1961 bis 1964 Diakonissin der Wesley. Von 1973 bis 1977 war sie Seelsorgerin der Methodist Church of East Stevenage. 
Richardson war von 1979 bis 1986 Pastorin in West Yorks. Von 1987 bis 1995 war sie Vorsitzende (Chairman) der West Yorks District Methodist Church. Sie war die erste Frau im Präsidentenamt der Methodist Conference von 1992 bis 1993. Von 1995 bis 1999 war sie Moderator des Free Churches Council und Präsidentin der Churches Together in England. Bei der Churches Commission for Inter-faith Relations war Richardson Moderator von 2000 bis 2006. Derzeit ist sie Vizepräsidentin des Council for Christians and Jews.

## Mitgliedschaft im House of Lords
Richardson wurde am 3. August 1998 zur Life Peeress als Baroness Richardson of Calow, of Calow in the County of Derbyshire, ernannt. Ihre offizielle Einführung ins House of Lords erfolgte am 12. Oktober 1998. Dort sitzt sie als Crossbencher. Ihre Antrittsrede hielt sie am 26. April 1999.
Als Themen von politischem Interesse nennt sie auf der Webseite des Oberhauses Angelegenheiten der Kirche und interreligiöse Beziehungen.
Derzeit leitet sie eine öffentliche Untersuchung über den Tod von Robert Hamill. 2009 nahm sie an keiner Abstimmung teil. 
- Sitzungsperiode 1997 / 1998: 1* Tage (von 228)
- Sitzungsperiode 1. April 2001 bis 31. März 2002: 56 Tage
- Sitzungsperiode 1. April 2002 bis 31. März 2003: 64 Tage
- Sitzungsperiode 1. April 2003 bis 31. März 2004: 55 Tage
- Sitzungsperiode 1. April 2004 bis 31. März 2005: 51 Tage
- Sitzungsperiode 1. April 2005 bis 31. März 2006: 36 Tage
- Sitzungsperiode 1. April 2006 bis 31. März 2007: 46 Tage
- Sitzungsperiode 1. April 2007 bis 31. März 2008: 56 Tage
- Sitzungsperiode 1. April 2008 bis 31. März 2009: 28 Tage
- Sitzungsperiode 1. April 2009 bis 31. März 2010: 11 Tage
- Sitzungsperiode 1. April 2010 bis 30. Juni 2010: 5 Tage
- Sitzungsperiode 1. Juli 2010 bis 30. September 2010: 4 Tage
- Sitzungsperiode 1. Oktober 2010 bis 31. Dezember 2010: 16 Tage
- Sitzungsperiode 1. Januar 2011 bis 31. März 2011: 18 Tage
- April 2011: 3 Tage (von 7)
- Mai 2011: 5 Tage (von 15)
- Juni 2011: 6 Tage (von 17)
- Juli 2011: 5 Tage (von 13)
- August 2011: 0 Tage (von 1)
- September 2011: 2 Tage (von 8)
- Oktober 2011: 9 Tage (von 18)
- November 2011: 10 Tage (von 18)
- Dezember 2011: 8 Tage (von 13)
- Januar 2012: 7 Tage (von 14)
- Februar 2012: 12 Tage (von 14)
- März 2012: 11 Tage (von 17)
- April 2012: 4 Tage (von 5)
- Mai 2012: 3 Tage (von 13)
- Juni 2012: 5 Tage (von 13)
- Juli 2012: 3 Tage (von 16)

Im Zeitraum ab 2001 war ihre Anwesenheit eher unregelmäßig.

## Ehrungen
Richardson wurde 1996 als Officer des Order of the British Empire ausgezeichnet. 2007 wurde sie Ehrenmitglied des Rotary Club in Southgate.
Sie ist Trägerin mehrerer Ehrendoktortitel. Die University of Bradford zeichnete sie mit einem Doctor of Letters (Hon DLitt) aus. Von der University of Liverpool erhielt sie einen Doktor der Rechtswissenschaften (Hon LLD). 2000 zeichnete sie die University of Birmingham mit einem Doctor of Divinity (Ehrendoktorin der Theologie) (Hon DD) aus.